# 청안면
청안면(淸安面)은 대한민국 충청북도 괴산군에 설치된 면이다.

## 개요
청안면은 괴산군의 서남쪽에 위치하고 있으며, 괴산군청 소재지에서 남서부로 21 km지점이며 동은 문광면, 서는 증평군, 남은 청천면과 청주시 미원면, 북은 도안면과 사리면에 접하고 있다. 중부고속도로 증평 나들목에서 청안면까지는 10 km 정도이며, 소백산맥의 지맥인 칠보산과 좌구산을 분수령으로 남강 상류와 강 상류로 흐르는 분수령으로서 특산물은 고추를 비롯해 인삼, 수박, 감자, 느타리버섯, 양배추 등이 소비자들로부터 인기를 끌고 있다. 최근 들어 참외와 고구마가, 옥수수, 새로운 소득원으로 떠오르고 있다.

## 법정리
- 금신리(錦新里)
- 문당리(文塘里)
- 문방리(文芳里)
- 백봉리(白峰里)
- 부흥리(富興里)
- 운곡리(雲谷里)
- 읍내리(邑內里): 청안면 행정복지센터 소재지이다.
- 장암리(長巖里)
- 조천리(釣川里)
- 청용리(淸龍里)
- 효근리(孝根里)